# Alberi monumentali della Liguria
Gli alberi monumentali della Liguria sono tutelati dalla legge regionale n.4 del 22/01/1999 (art. 12) che ha recepito la norma nazionale (art. 7 della legge 14 gennaio 2013, n. 10 "Norme per lo sviluppo degli spazi verdi urbani"), secondo la quale possono considerarsi di particolare interesse naturalistico, ambientale e storico culturale.

## Provincia di Genova[1]
| Denominazione dell'albero | Immagine | Genere e specie                                                     | Nome comune             | Altezza (in m) | Circonferenza (in cm) | Diametro della chioma (in m) | Data di impianto | Comune                | Località                                                 | Note                                        |
| ------------------------- | -------- | ------------------------------------------------------------------- | ----------------------- | -------------- | --------------------- | ---------------------------- | ---------------- | --------------------- | -------------------------------------------------------- | ------------------------------------------- |
|                           |          | Cedrus libani                                                       | Cedro del Libano        | 35,0           | 250                   | n.d.                         |                  | Arenzano              | Villa Negrotto Cambiaso Pallavicini                      |                                             |
|                           |          | Cinamomum glanduliferum                                             | Falsa canfora           | 15,0           | 350                   |                              |                  | Arenzano              | Villa Negrotto CambiasoPallavicini                       |                                             |
|                           |          | Pinus pinea                                                         | Pino domestico          | 18,0           | 390                   |                              |                  | Arenzano              | La Colletta                                              |                                             |
|                           |          | Castanea sativa Mill.                                               | Castagno                | 11,0           | 800                   |                              |                  | Borzonasca            | Il Poggio                                                |                                             |
|                           |          | Cupressus sempervirens                                              | Cipresso comune         | 26,0           | 325                   |                              |                  | Borzonasca            | Abbazia di Borzone                                       |                                             |
|                           |          | Cedrus libani A. Richard                                            | Cedro del Libano        | 30,0           | 440                   |                              |                  | Casella               | Via Fieschi, 45                                          |                                             |
|                           |          | Jubaea chilensis Johow.                                             | Palma gigante del Cile  | 15,0           | 396                   |                              |                  | Genova                | Parchi di Nervi                                          | rarità botanica                             |
|                           |          | Platanus orientalis                                                 | Platano orientale       | 27,0           | 497                   |                              |                  | Genova                | Villa Brignole Sale Duchessa di Galliera                 | rarità botanica                             |
|                           |          | Schinus molle                                                       | Falso pepe              | 12,5           | 213-186               |                              |                  | Genova                | Nervi - Salita Morelli 8/11                              | rarità botanica                             |
|                           |          | Araucaria bidwillii Hook.                                           | Pino del Qeensland      | 28,0           | 608                   |                              |                  | Genova                | Parchi di Nervi                                          | rarità botanica                             |
|                           |          | Quercus ilex                                                        | Leccio                  | 18,0           | 352                   |                              |                  | Genova                | Sant'Ilario                                              |                                             |
|                           |          | Quercus ilex                                                        | Leccio                  | 15,0           | 257                   |                              |                  | Genova                | Montesignano chiesa S. Michele arcangelo                 | valore storico, culturale, religioso        |
|                           |          | Sequoia sempervirens                                                | Sequoia                 | 30,0           | 250                   |                              |                  | Genova                | Pegli Parco Villa Doria P.za Bonavino                    | rarità botanica, pregio paesaggistico       |
|                           |          | Yucca Elephantipes Reg. (sin. Y.gigantea Lem. Y.guatemalensis Bak.) | Yucca piede di elefante | 8,0            | 130                   |                              |                  | Genova                | Pegli P.zza Lido                                         | rarità botanica, pregio paesaggistico       |
|                           |          | Quercus ilex L.                                                     | Leccio                  | 25,0           | 417                   |                              |                  | Rapallo               | Chiesa di Nostra Signora Assunta - Santa Maria del Campo |                                             |
|                           |          | Liriodendron tulipifera                                             | Albero dei tulipani     | 33,5           | 380                   |                              |                  | Rapallo               | Golf Club di Rapallo -Via Goffredo Mameli, 377           | rarità botanica                             |
|                           |          | Quercus ilex                                                        | Leccio                  | 11,0           | 160                   |                              |                  | Rapallo               | Santuario di Nostra Signora di Montallegro               | architettura vegetale, pregio paesaggistico |
|                           |          | Cinnamomum glanduliferum                                            | Falsa canfora           | 27,0           | 487                   |                              |                  | Rapallo               | Villa Tigullio - Parco Comunale L. Casale                |                                             |
|                           |          | Eucalyptus globulus Labill.                                         | Eucalipto               | 30,0           | 530                   |                              |                  | Rapallo               | Villa Tigullio - Parco Comunale L. Casale                |                                             |
|                           |          | Cupressus macrocarpa Hartw.                                         | Cipresso di Monterey    | 25,0           | 631                   |                              |                  | Rapallo               | Villa Tigullio - Parco Comunale L. Casale                |                                             |
|                           |          | Sequoiadendron giganteum                                            | Sequoia gigante         | 18,0           | 475                   |                              |                  | Santo Stefano d'Aveto | Allegrezze                                               |                                             |
|                           |          | Quercus petraea (Matt.) Liebl.                                      | Rovere                  | 15,0           | 460                   |                              |                  | Tiglieto              | Ponte Medievale                                          |                                             |
|                           |          | Cedrus atlantica                                                    | Cedro dell'Atlante      | 38,0           | 420                   |                              |                  | Tiglieto              | Abbazia di Santa Maria alla Croce                        |                                             |
|                           |          | Taxus baccata                                                       | Tasso                   | 15,0           | 265                   |                              |                  | Valbrevenna           | Nenno                                                    |                                             |
|                           |          | Castanea sativa                                                     | Castagno                | 15,0           | 648                   |                              |                  | Vobbia                | Vallenzona - Costa                                       |                                             |

## Provincia di Savona[3]
| Denominazione dell'albero | Immagine | Genere e specie        | Nome comune         | Altezza (in m) | Circonferenza (in cm)       | Diametro della chioma (in m) | Data di impianto | Comune           | Località                                       | Note             |  |
| ------------------------- | -------- | ---------------------- | ------------------- | -------------- | --------------------------- | ---------------------------- | ---------------- | ---------------- | ---------------------------------------------- | ---------------- |  |
|                           |          | Taxus baccata          | Tasso               | 15,0           | 320                         |                              |                  | Urbe             | Gatazzè                                        |                  |  |
|                           |          | Tilia platyphyllos     | Tiglio nostrale     | 25,0           | 445                         |                              |                  | Sassello         | Pianpaludo - Miculla                           |                  |  |
|                           |          | Tilia platyphyllos     | Tiglio nostrale     | 26.7           | 448                         |                              |                  | Sassello         | Pianpaludo                                     |                  |  |
|                           |          | Cedrus atlantica       | Cedro dell'Atlante  | 19,0           | 440                         |                              |                  | Varazze          | Castello Marchesi d'Invrea - Piani d'Invrea    |                  |  |
|                           |          | Quercus suber          | Sughera             | 15,0           | 405                         |                              |                  | Celle Ligure     | Via Natta                                      |                  |  |
|                           |          | Castanea sativa        | Castagno            | 11,0           | 630                         |                              |                  | Piana Crixia     | Erche - Case Tappe                             |                  |  |
|                           |          | Quercus petraea        | Rovere              | 15,5           | 315                         |                              |                  | Piana Crixia     | Nizzè                                          |                  |  |
|                           |          | Fagus sylvatica        | Faggio              | 32,0           | 435                         |                              |                  | Cairo Montenotte | Traversine                                     |                  |  |
|                           |          | Fagus sylvatica        | Faggio              | 37,0           | 460                         |                              |                  | Cairo Montenotte | Cascina Miera - Castellazzo                    |                  |  |
|                           |          | Pinus pinea            | Pino domestico      | 21,0           | 400                         |                              |                  | Savona           | Varnazzino - Via Beato Antonio Botta, 35       |                  |  |
|                           |          | Quercus crenata        | Cerro-sughera       | 21,0           | 250                         |                              |                  | Savona           | Pian del Merlo                                 |                  |  |
|                           |          | Picea abies            | Abete rosso         | 39,0           | 325                         |                              |                  | Savona           | Trincata                                       |                  |  |
|                           |          | Sequoia sempervirens   | Sequoia sempreverde | 38,0           | 570                         |                              |                  | Altare           | Li Piani                                       |                  |  |
|                           |          | Abies nordmanniana     | Abete del Caucaso   | 34,0           | 350                         |                              |                  | Altare           | Li Piani                                       |                  |  |
|                           |          | Quercus ilex           | Leccio              | 15,0           | 235                         |                              |                  | Spotorno         | Mogge                                          |                  |  |
|                           |          | Fagus sylvatica        | Faggio              | 30,0           | 492 (medio) - 760 (massimo) |                              |                  | Mallare          | Benevento                                      | Insieme omogeneo |  |
|                           |          | Thuja plicata          | Tuia gigante        | 31,0           | 360                         |                              |                  | Mallare          | Ferriera di Codevilla                          |                  |  |
|                           |          | Aesculus hippocastanum | Ippocastano         | 20,0           | 350                         |                              |                  | Bormida          | Resi                                           |                  |  |
|                           |          | Ilex aquifolium        | Agrifoglio          | 7,0            | 163                         |                              |                  | Bormida          | Palazzo Pertini - Ferriera                     |                  |  |
|                           |          | Cedrus deodara         | Cedro dell'Himalaya | 26,0           | 370                         |                              |                  | Rialto           | Chiesa di San Pietro                           |                  |  |
|                           |          | Quercus ilex           | Leccio              | 22,0           | 580                         |                              |                  | Calice Ligure    | Carbuta                                        |                  |  |
|                           |          | Magnolia grandiflora   | Magnolia            | 20,0           | 365                         |                              |                  | Finale Ligure    | Casa Rocchinotti - Via Domenico Brunenghi, 114 |                  |  |
|                           |          | Pinus pinea            | Pino domestico      | 24,0           | 475                         |                              |                  | Finale Ligure    | Valle Aquila                                   |                  |  |
|                           |          | Phoenix dactylifera    | Palma da dattero    | 24,0           | 260                         |                              |                  | Pietra Ligure    | Piazza Vittorio Emanuele II                    |                  |  |
|                           |          | Celtis australis       | Bagolaro            | 22,0           | 290 (medio) - 330 (massimo) |                              |                  | Pietra Ligure    | Trabocchetto - Via della Cornice               | Insieme omogeneo |  |
|                           |          | Ceratonia siliqua      | Carrubo             | 13,0           | 345                         |                              |                  | Pietra Ligure    | Pinee                                          |                  |  |
|                           |          | Cupressus sempervirens | Cipresso comune     | 21,0           | 390                         |                              |                  | Giustenice       | Piazza Don Noli                                |                  |  |
|                           |          | Ilex aquifolium        | Agrifoglio          | 13,0           | 237                         |                              |                  | Magliolo         | Melogno - Forte Centrale                       |                  |  |
|                           |          | Fagus sylvatica        | Faggio              | 40,5           | 360                         |                              |                  | Calizzano        | Coletti                                        |                  |  |
|                           |          | Castanea sativa        | Castagno            | 18,5           | 920                         |                              |                  | Calizzano        | Rio Nero                                       |                  |  |
|                           |          | Fagus sylvatica        | Faggio              | 21,5           | 430                         |                              |                  | Bardineto        | Costa Abeti                                    |                  |  |
|                           |          | Abies alba             | Abete bianco        | 31,0           | 389                         |                              |                  | Bardineto        | Fonte del Gombino                              |                  |  |
|                           |          | Abies alba             | Abete bianco        | 27,0           | 385                         |                              |                  | Bardineto        | Fonte del Gombino                              |                  |  |
|                           |          | Cupressus sempervirens | Cipresso comune     | 20,0           | 620                         |                              |                  | Loano            | Castello Doria                                 |                  |  |
|                           |          | Cedrus atlantica       | Cedro dell'Atlante  | 30,0           | 310                         |                              |                  | Zuccarello       | Piazza della Posta                             |                  |  |
|                           |          | Abies pinsapo          | Abete di Spagna     | 18,0           | 270                         |                              |                  | Alassio          | Cavia                                          |                  |  |
|                           |          | Quercus pubescens      | Roverella           | 22,5           | 480                         |                              |                  | Garlenda         | San Rocco                                      |                  |  |
|                           |          | Quercus pubescens      | Roverella           | 20,0           | 560                         |                              |                  | Stellanello      | Cappella di Santa Maria - Duranti              |                  |  |